# Alexander McCall Smith
Alexander McCall Smith (* 28. srpna 1948 ve městě Bulawayo, tehdy v Jižní Rhodesii, dnes v Zimbabwe) je zimbabwsko-britský spisovatel, publicista a vysokoškolský pedagog.
Své vzdělání získal ve Skotsku a v Zimbabwe. Jde o spisovatele a profesora lékařského práva na Edinburské univerzitě a je členem několika národních a mezinárodních institucí zabývajících se bioetikou. Jeho knihy zahrnují práce o lékařském právu, trestním právu a filozofii. Stejně tak je autorem řady knih pro děti, sbírek povídek a románů. Působil také na několika univerzitách v Africe včetně Botswany, kde nějakou dobu žil. Je ženatý, jeho manželka pracuje jako lékařka v Edinburghu a společně mají dvě dcery.
Za knihu The No. 1 Ladie's Detective Agency (První dámská detektivní kancelář) z roku 1998 obdržel dvakrát Booker Judge's Special Recommendations. Ústřední postavou tohoto bestselleru, který se dočkal mnoha volných pokračování, je Precious Ramotswe, první žena v Botswaně, která si otevírá soukromou detektivní kancelář.
Kromě série o paní Ramotswe autor napsal několik dalších knižních sérií.